# Ɠ
La G con gancho (mayúscula: Ɠ, minúscula: ɠ) es una letra del alfabeto latino extendido. En el Alfabeto Fonético Internacional, representa un sonido implosivo velar sonoro.
Debido a que aparece en las ortografías de algunas lenguas africanas, incluidas algunas ortografías no oficiales de la lengua fula, se incluye en el alfabeto de referencia africano.

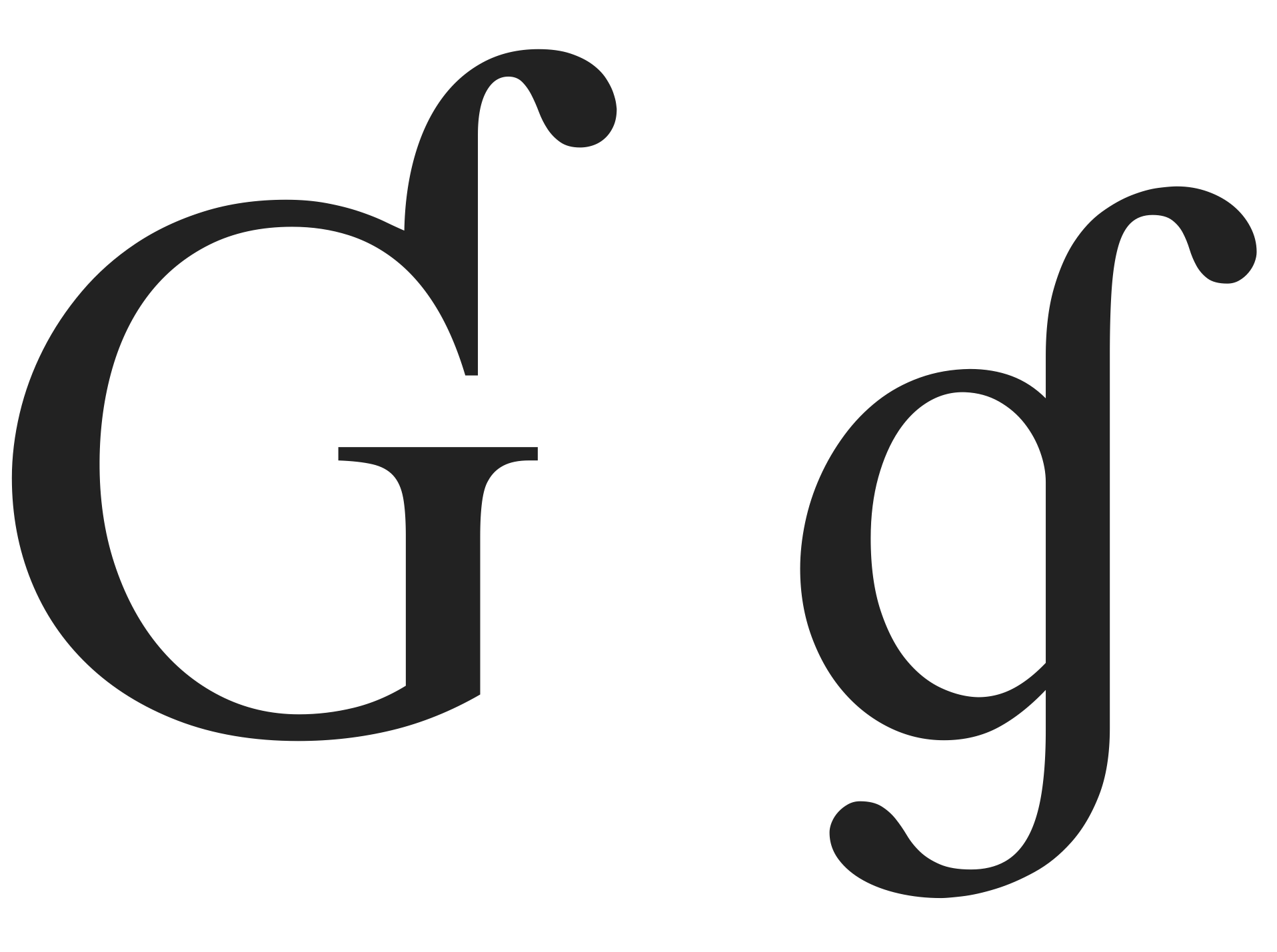
Glifos de la tipografía Doulos SIL para la Ɠ mayúscula y minúscula

## Unicode
En Unicode, la mayúscula Ɠ está codificada en el Latín Extendido-B de Unicode en U+0193 y la minúscula ɠ está codificada en U+0260.
| Carácter      | Ɠ                                | Ɠ                                | ɠ                              | ɠ                              |
| ------------- | -------------------------------- | -------------------------------- | ------------------------------ | ------------------------------ |
| Unicode       | LATIN CAPITAL LETTER G WITH HOOK | LATIN CAPITAL LETTER G WITH HOOK | LATIN SMALL LETTER G WITH HOOK | LATIN SMALL LETTER G WITH HOOK |
| Codificación  | decimal                          | hex                              | decimal                        | hex                            |
| Unicode       | 403                              | U+0193                           | 608                            | U+0260                         |
| UTF-8         | 198 147                          | C6 93                            | 201 160                        | C9 A0                          |
| Ref. numérica | &#403;                           | &#x193;                          | &#608;                         | &#x260;                        |